# Rochefortia cuneata
Rochefortia cuneata är en strävbladig växtart. Rochefortia cuneata ingår i släktet Rochefortia och familjen strävbladiga växter.

## Underarter
Arten delas in i följande underarter:
- R. c. bahamensis
- R. c. cuneata